# International (hotel v Praze)
Hotel International (dříve Družba, (Grandhotel) International (od konce května 1957), později také Holiday Inn, Crowne Plaza), je mezinárodní čtyřhvězdičkový hotel, nachází se na adrese Koulova 1501/15, v Praze 6 – Dejvicích, na bývalém náměstí Družby, z jihozápadu k němu přiléhá vlastní oplocený park. Od roku 2000 je zařazen na seznam kulturních památek. Stavba z let 1952–1956 je jednou z nejtypičtějších ukázek socialistického realismu v Praze.

## Historie

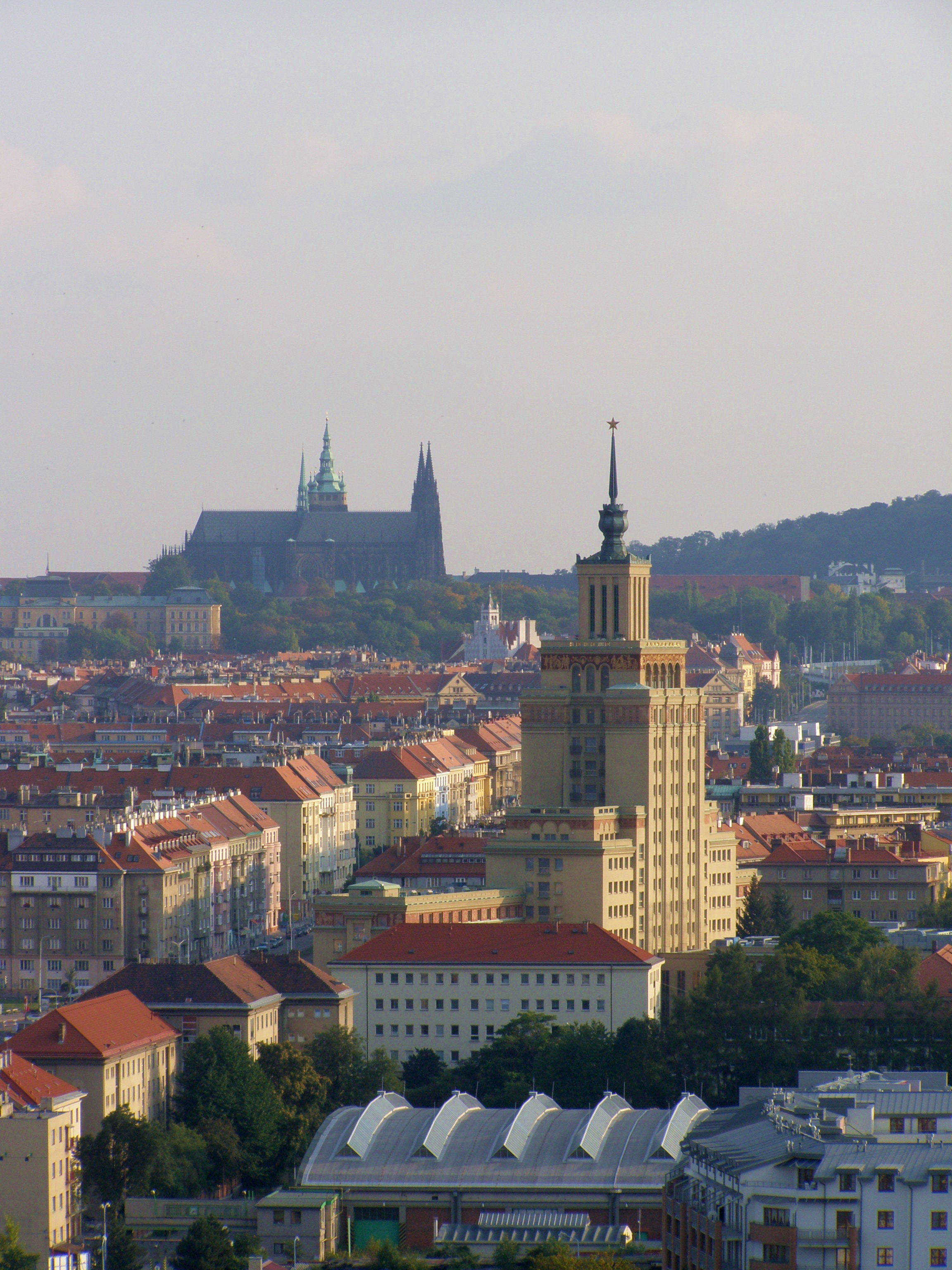
Hotel International od severu

Budova byla postavena v letech 1952 až 1956 kolektivem architektů Vojenského projektového ústavu pod vedením architekta Františka Jeřábka, za účasti architektů Františka Trmače a Milana Brzáka. Rozhodnutí o jeho výstavbě v areálu nově budovaného sídliště pro vojáky učinil tehdejší ministr obrany Alexej Čepička (Ten údajně doufal, že slavnostního otevření se zúčastní i Josif Stalin).
Budova prošla v letech 1996–1997 celkovou rekonstrukcí, po které hotel disponoval 254 plně klimatizovanými pokoji a osmnácti konferenčními místnostmi s kapacitou 400 osob. Původně byl součástí stavby také protiatomový kryt, ve kterém by mohlo přežít 600 osob po dobu 14 dní, ten byl později přeměněn na šatny zaměstnanců.
Hotel byl do roku 2014 součástí mezinárodní hotelové sítě InterContinental Hotels Group obchodující pod značkou Crowne Plaza. V letech 2014–2015 se stal součástí hotelové sítě Gerstner Imperial Hotels & Residences, a později od roku 2015 patřil do ukrajinského hotelového řetězce Mozart Hotel Group. V březnu 2023 převzala hotel česká společnost Czech Inn Hotels. Noví provozovatelé vrátili hotelu název Grand Hotel International. Budova hotelu má 16 pater, je vysoká 88 metrů a nabízí ubytování ve 278 plně klimatizovaných pokojích. Součástí interiéru jsou konferenční sály, dvě restaurace (z nichž horní v 16. patře má panoramatický výhled do čtyř světových stran a ochoz), tělocvična a fitness centrum na dvoře areálu. Majitel skupiny Czech Inn Hotels Jaroslav Svoboda při převzetí hotelu uvedl, že v budoucnu je jeho záměrem vrátit Internationalu jeho bývalou slávu.

## Popis

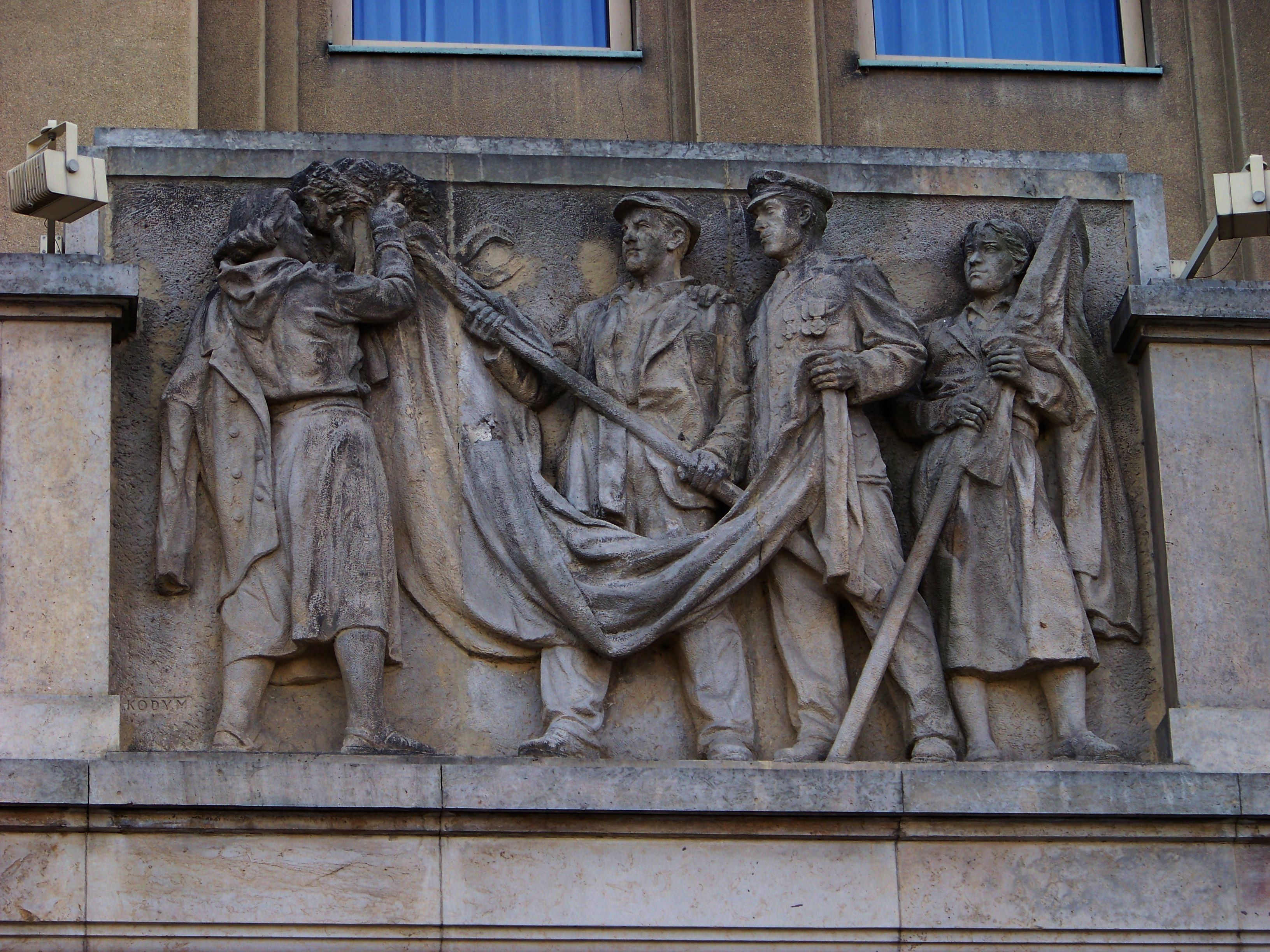
Prvomájový průvod, reliéf nad vchodem

### Exteriér
Trojkřídlá budova má ve středním věžovém traktu 16 pater, její výška s věží činí 88 metrů, z toho vlastní budova měří 67 metrů, měděný kalich 10 metrů a pěticípá hvězda na vrcholu 1,5 metru. Původní červené rubínové sklo s vnitřním osvětlením na hvězdě chybí, nemá ani pozdější zlatý nátěr.
Nad hlavním vchodem jsou v průčelí vsazeny tři pískovcové reliéfy s tématy: Vítání sovětských vojáků Pražany v květnu 1945, Prvomájový průvod pracujících s prapory a kyticí šeříku, Vítání sovětských hostů. Autoři: Ludvík Kodym, Irena Kodymová-Sedlecká a Svata Hajerová.
Hnědé pásy sgrafit s budovatelskými náměty obíhají na všech fasádách pod korunní římsou. Jsou na nich vyobrazeny mj. Slévač se ženou, tančící páry, dělníci, emblémy s hvězdou, kladivem, srpem, ozubeným kolem, vavřínové a ovocné věnce s ptáčky, girlandy, festony a další.

### Interiéry
- Návrhy na mříže dveří, oken, světlíková okénka a zábradlí schodišť vytvořil Jan Nušl.
- Figurální reliéfy, lisované z matného skla navrhli Jaroslava Brychtová a Vilém Dostrašil.
- Vitráže: Benjamin Hejlek
- Štuková a malovaná výzdoba stropů ve vestibulu a na schodištích: Josef Novák, Stanislav Ullmann, František Zedníček a další autoři.
- Tapisérie ve vstupní hale:
  - Praga regina musicae (Praha královna hudby), návrh Cyril Bouda, provedla Umělecká řemesla, oproti druhému exempláři, zhotovenému po roce 1968 pro budovu Federálního shromáždění ČSFR (nyní nová budova Národního muzea) je zde v partiích Letenských sadů vytkán Stalinův pomník;
  - Tři lidové tanečnice, návrh Alois Fišárek, provedla Jenny Hladíková v dílnách Uměleckých řemesel.
  - Dary naší země
- Čtyři nástěnné malby na podestě schodiště v mezipatře: Zemědělec s pytlem na rameni vede tele z pastvy; Družstevnice s pecnem chleba a dívkou stojí na louce; Krojovaný pár tančí na louce; Dělník na staveništi se opírá o lopatu, nad ním letí tryskáč. Autoři: Josef Kumpán, Věra Lišková a Josef Solar.[4]
- Mozaika „Kytice“ na stěně věže u schodiště na terasu; podle návrhu Maxe Švabinského
- Obrazy na stěnách chodeb: z původního souboru jsou zachovány dvě desítky olejomaleb s náměty krajin nebo kytic ve váze, v recepci jeden pohled na novostavbu hotelu International, dále panorama Smíchova s kouřícími komíny továren, ve druhém patře obraz Partyzáni v horách. Některé signatury na obrazech: Bedřich Horálek, Bohumil Matějíček, Kasl, J. Matějíček (?) a další nečitelné.

## Odraz v kultuře
- Filmy Šakalí léta (1993), Zemský ráj to na pohled (2009) a Dvojníci (2016)

## Galerie

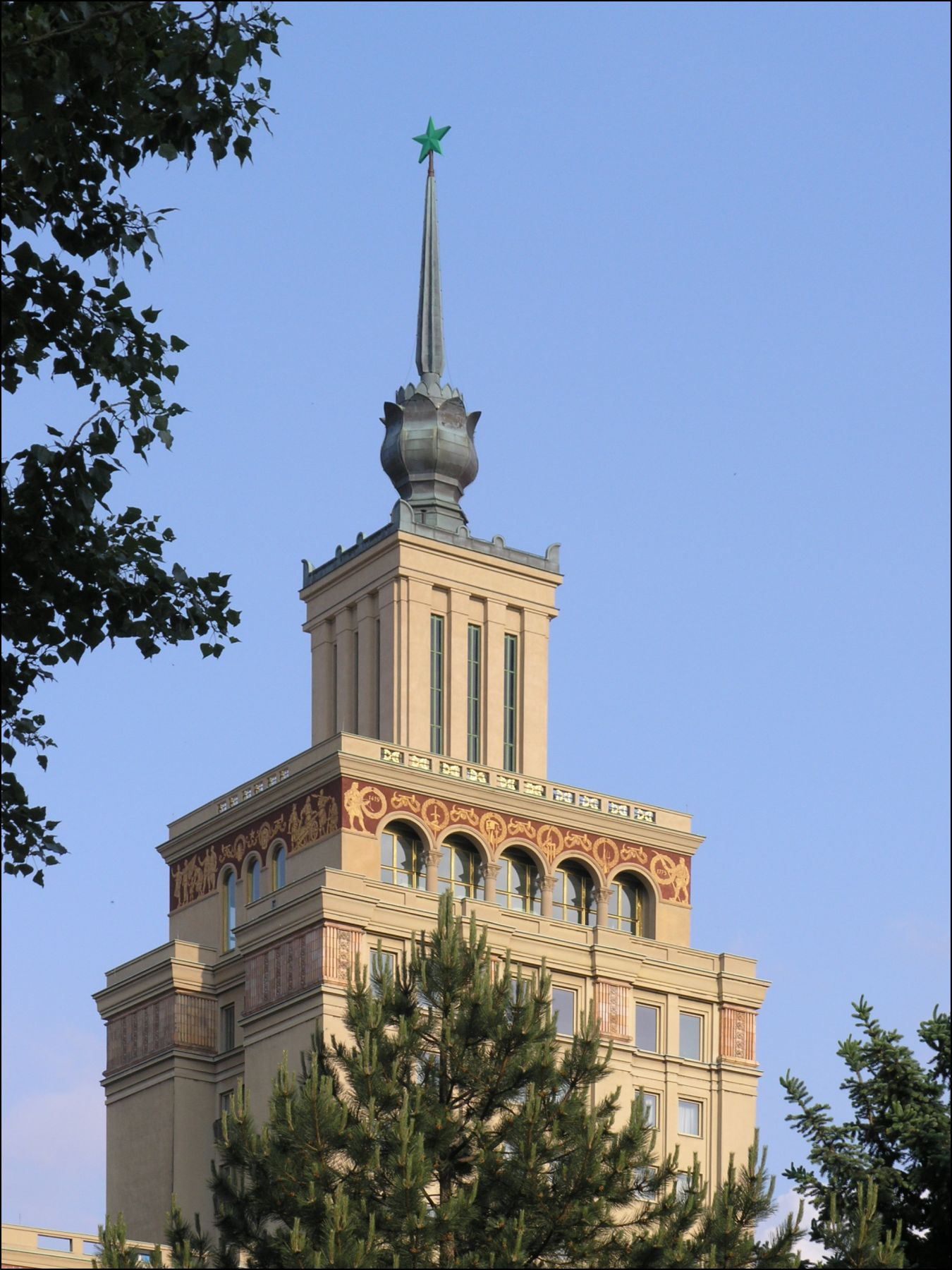
Věž hotelu
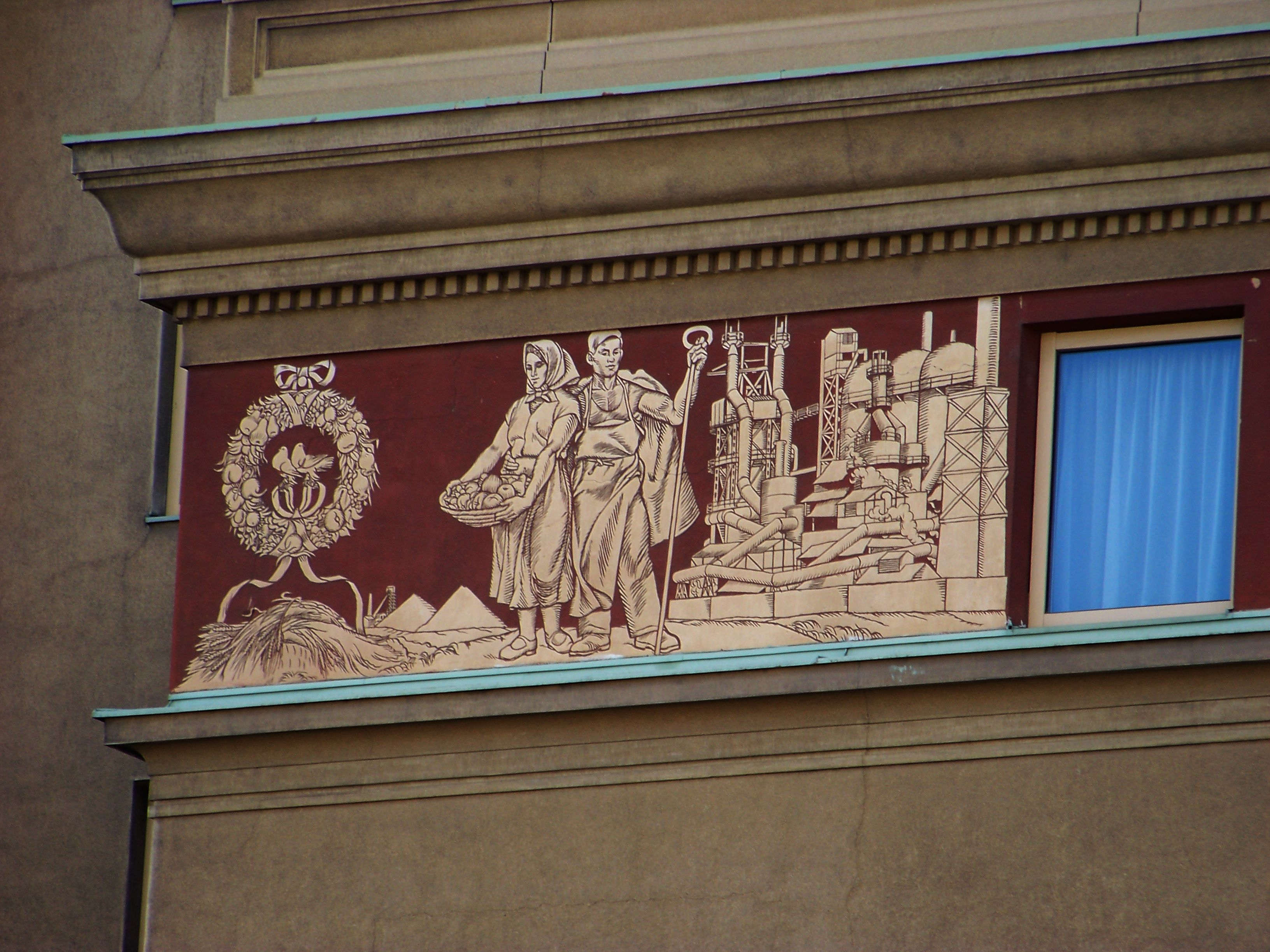
Sgrafito na fasádě
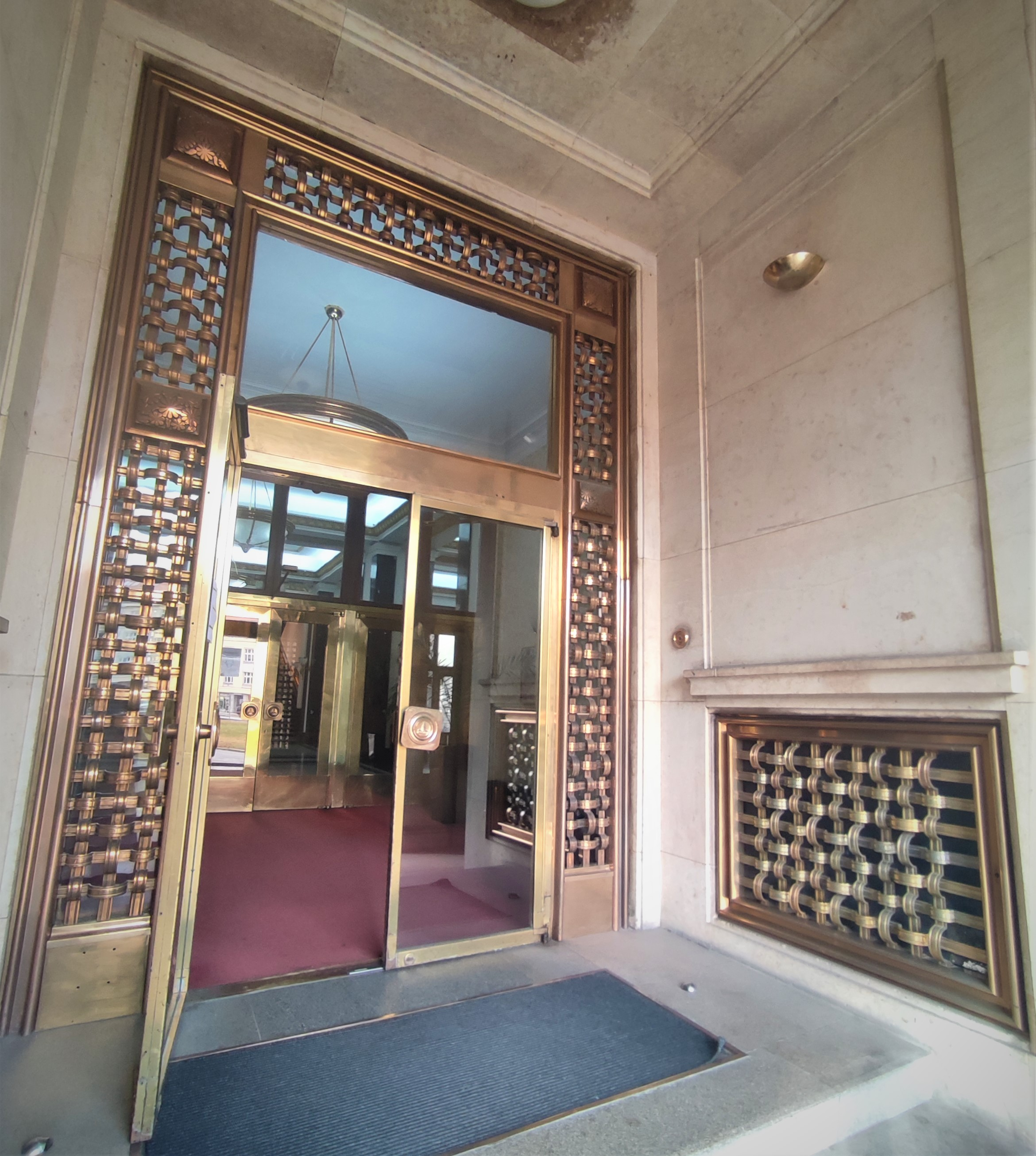
dveře a mříže Jan Nušl
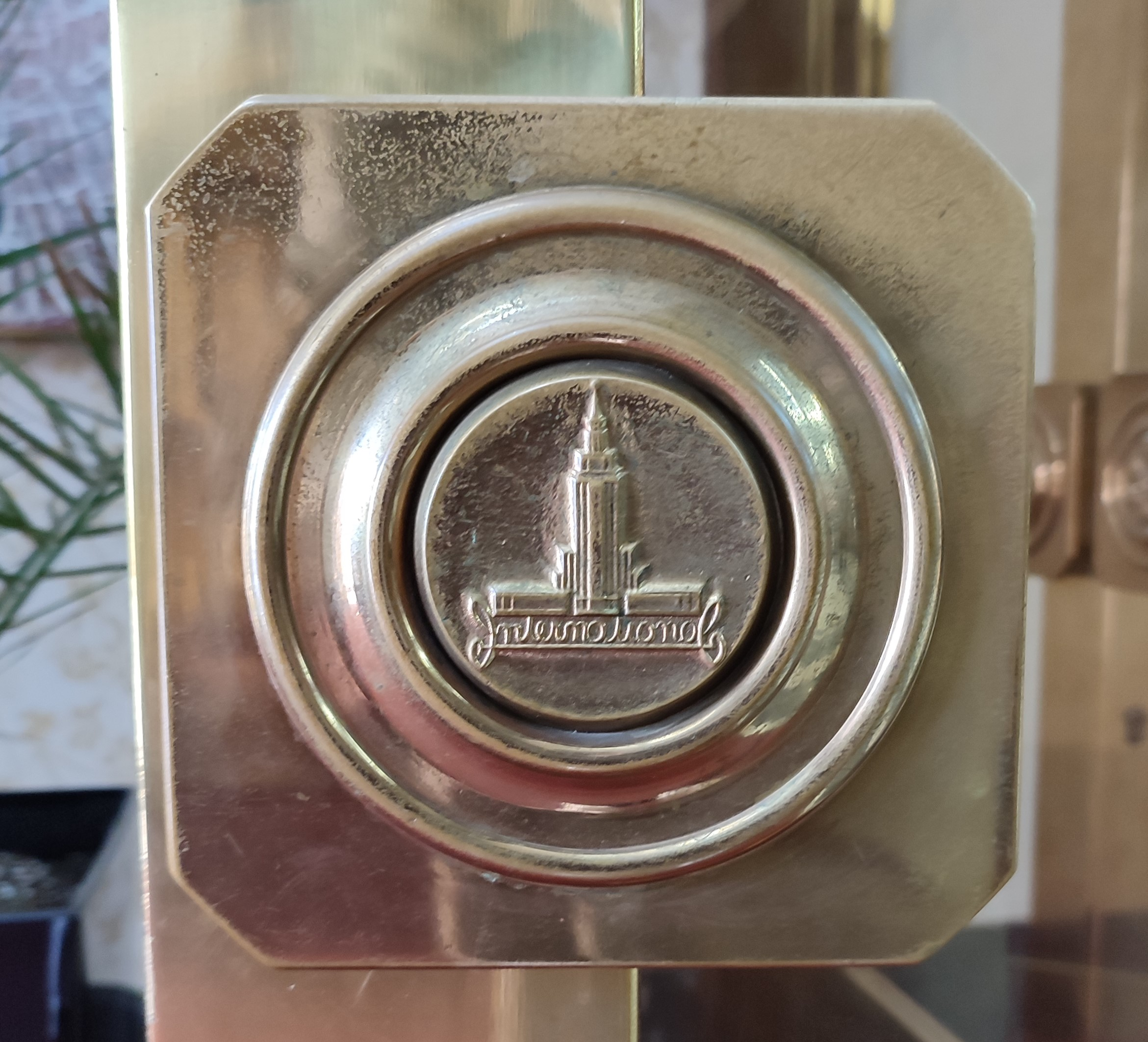
Emblém hotelu
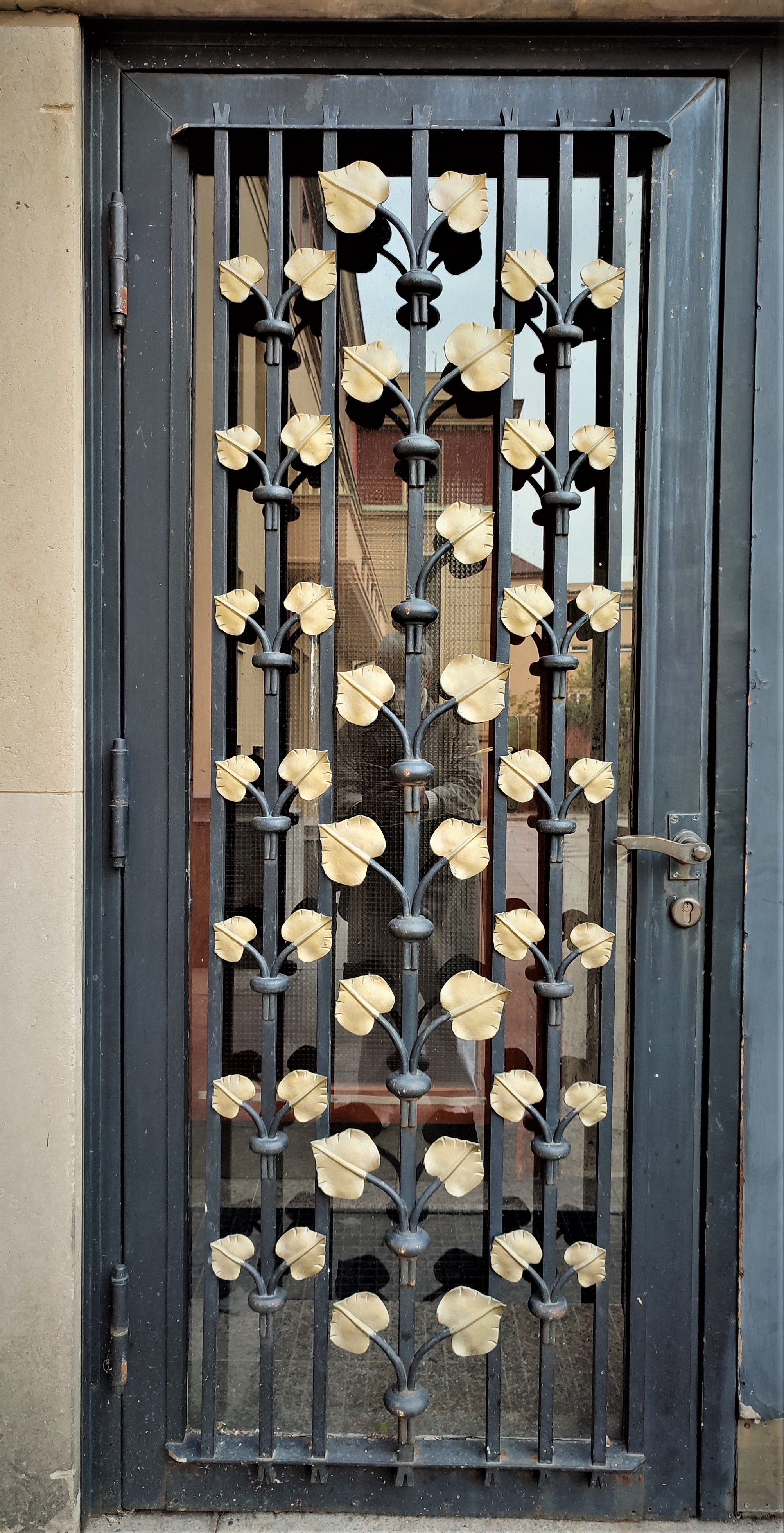
Mříž Jana Nušla
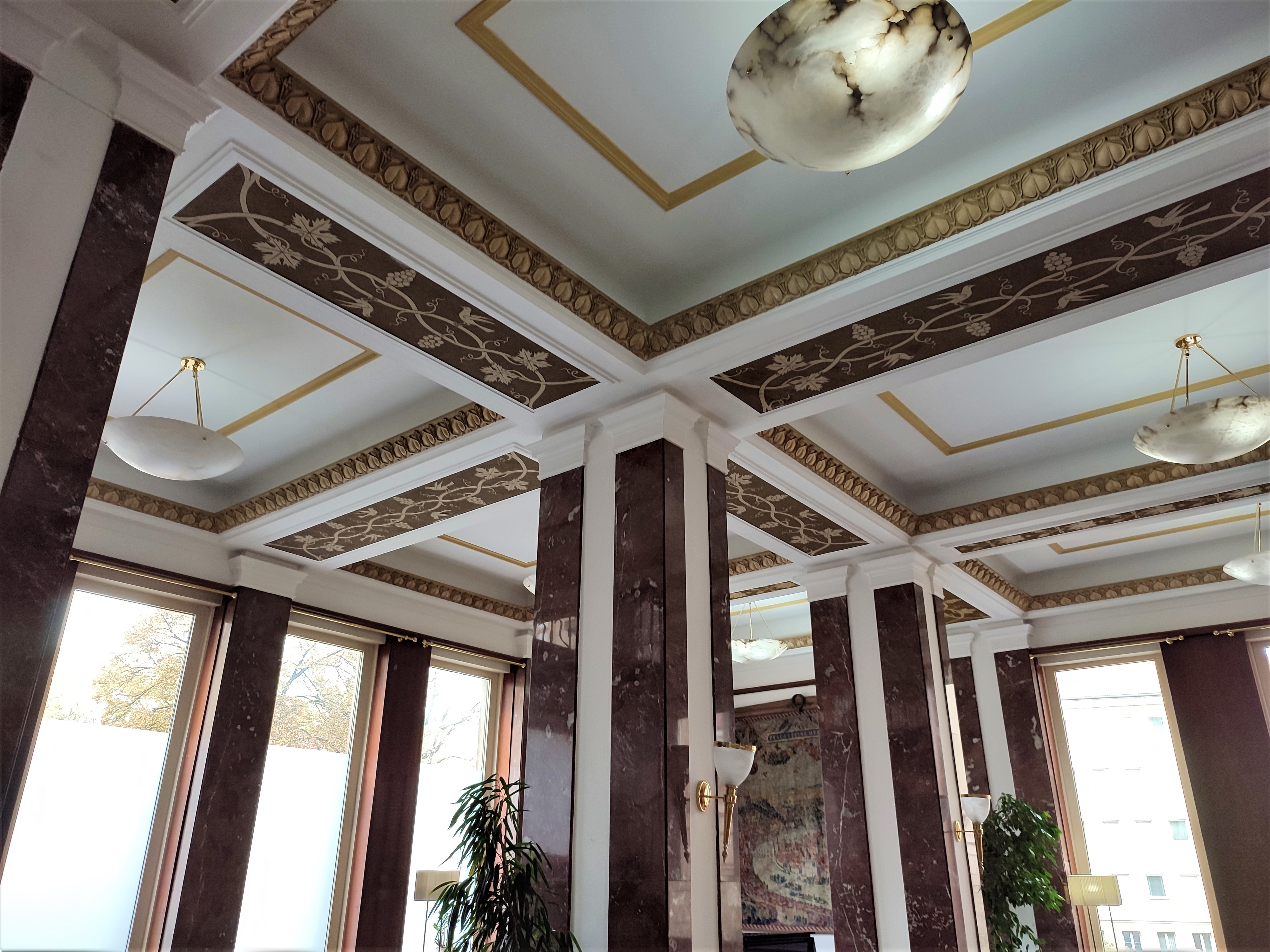
Vstupní hala
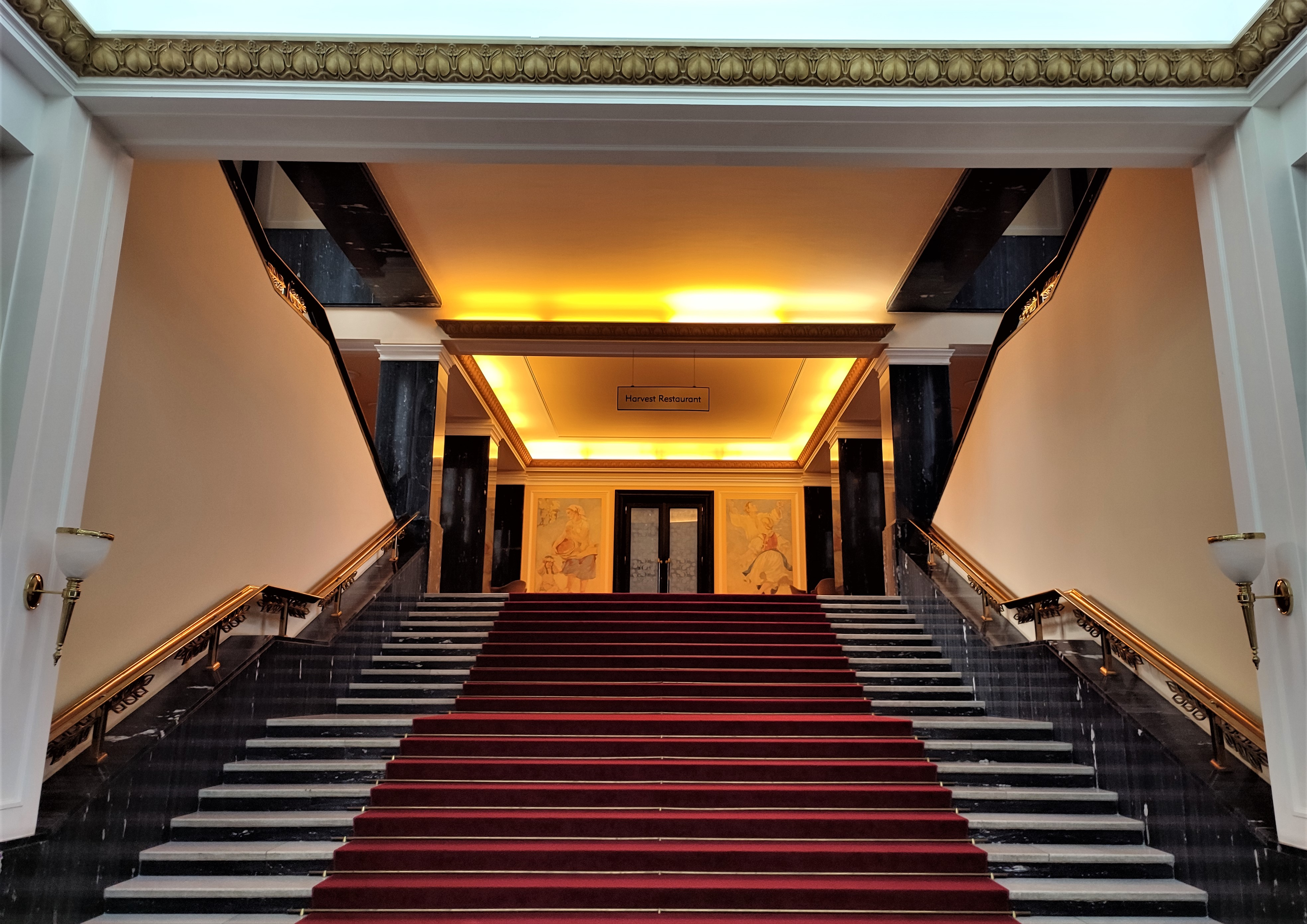
Hlavní schodiště
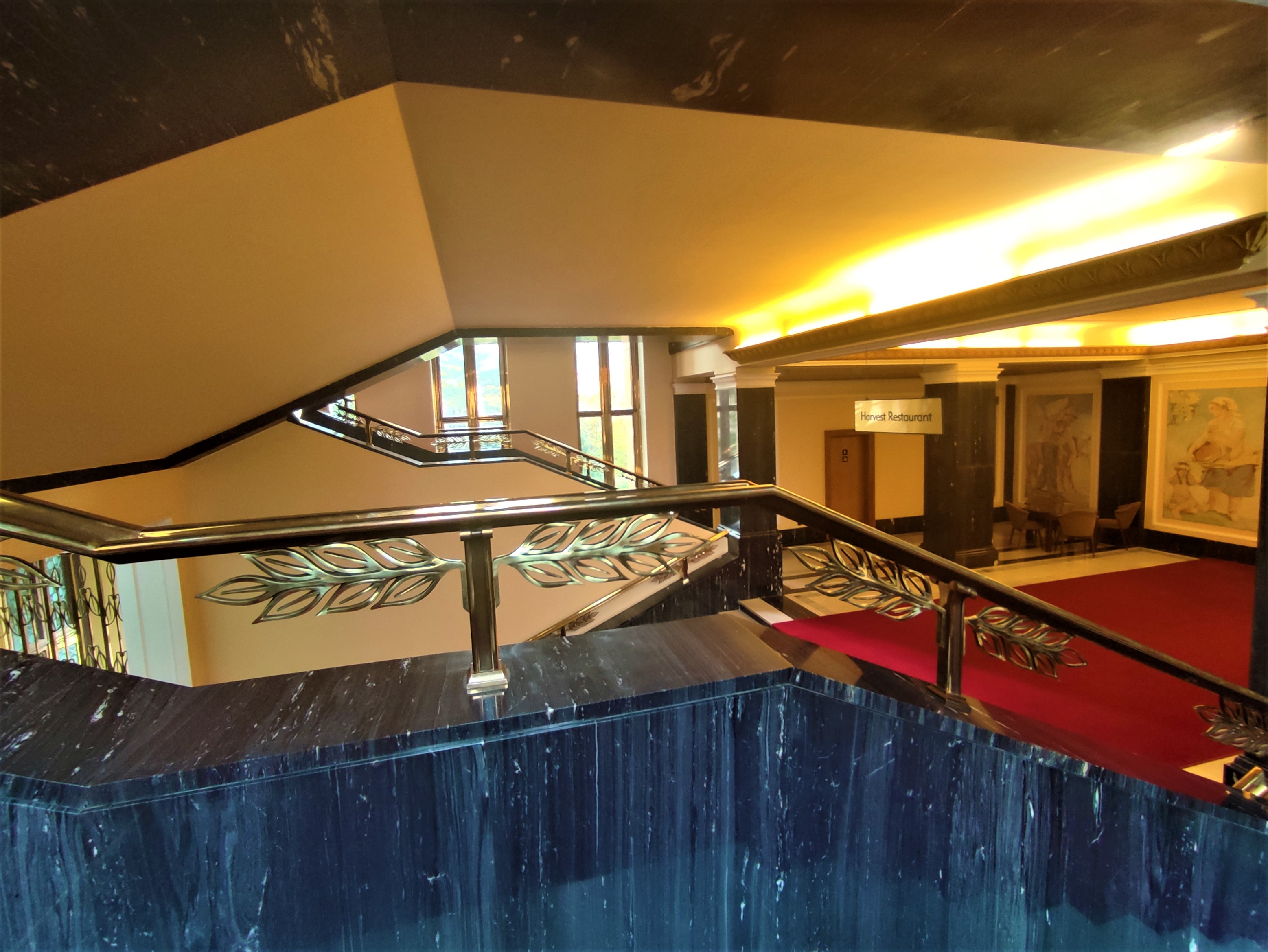
Hala a schodiště
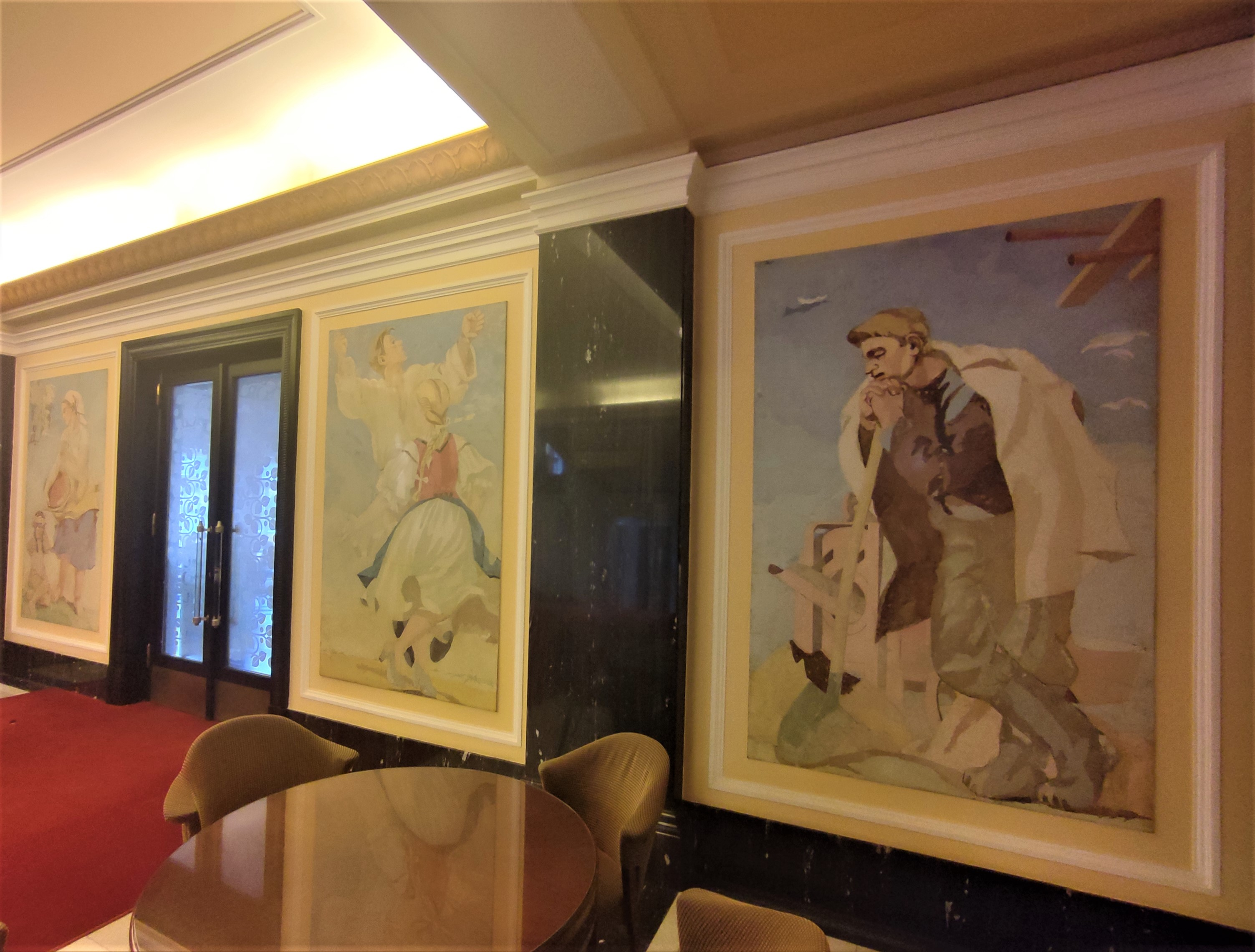
Malby v mezipatře
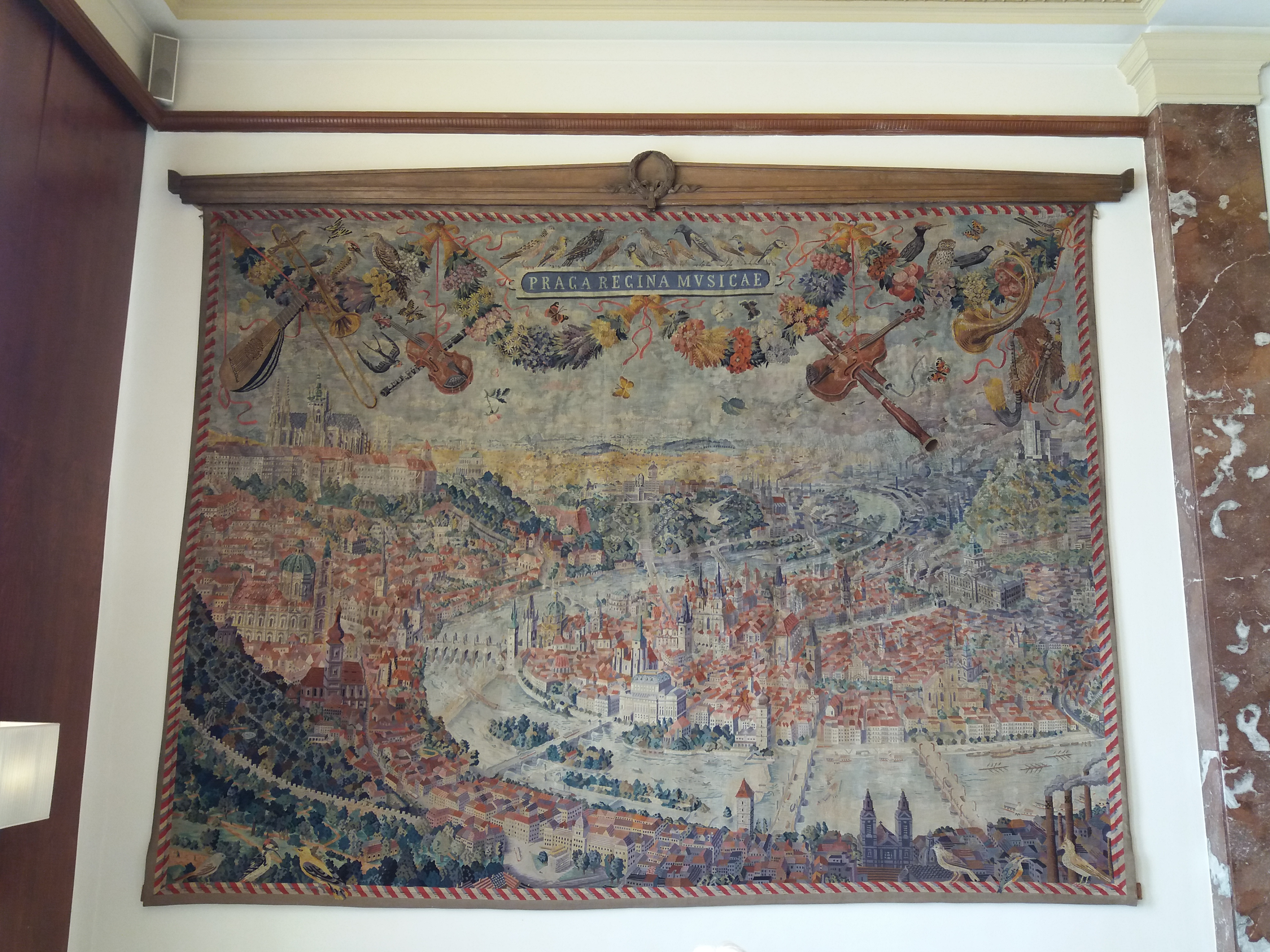
Tapisérie Praha
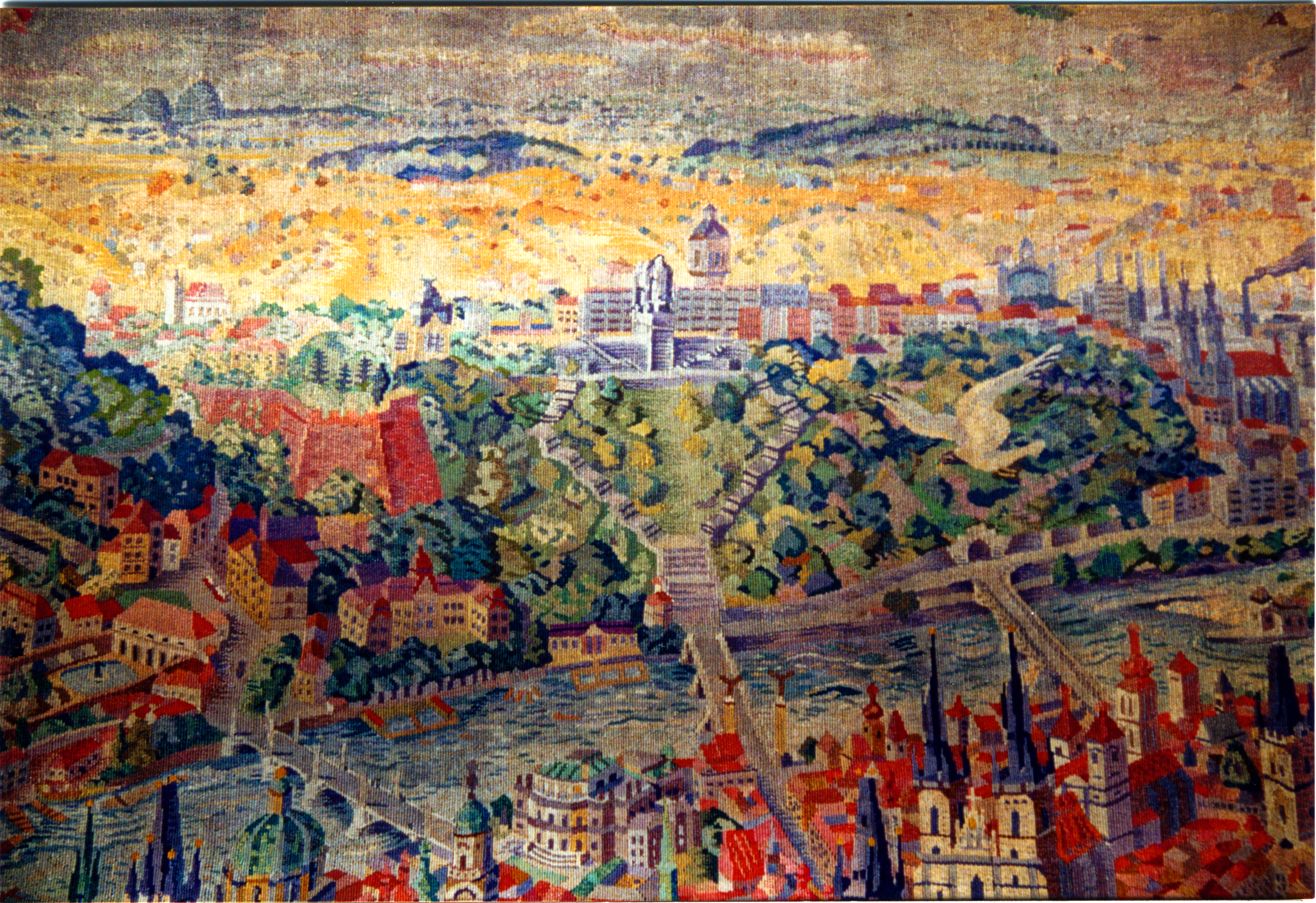
Stalinův pomník na tapisérii
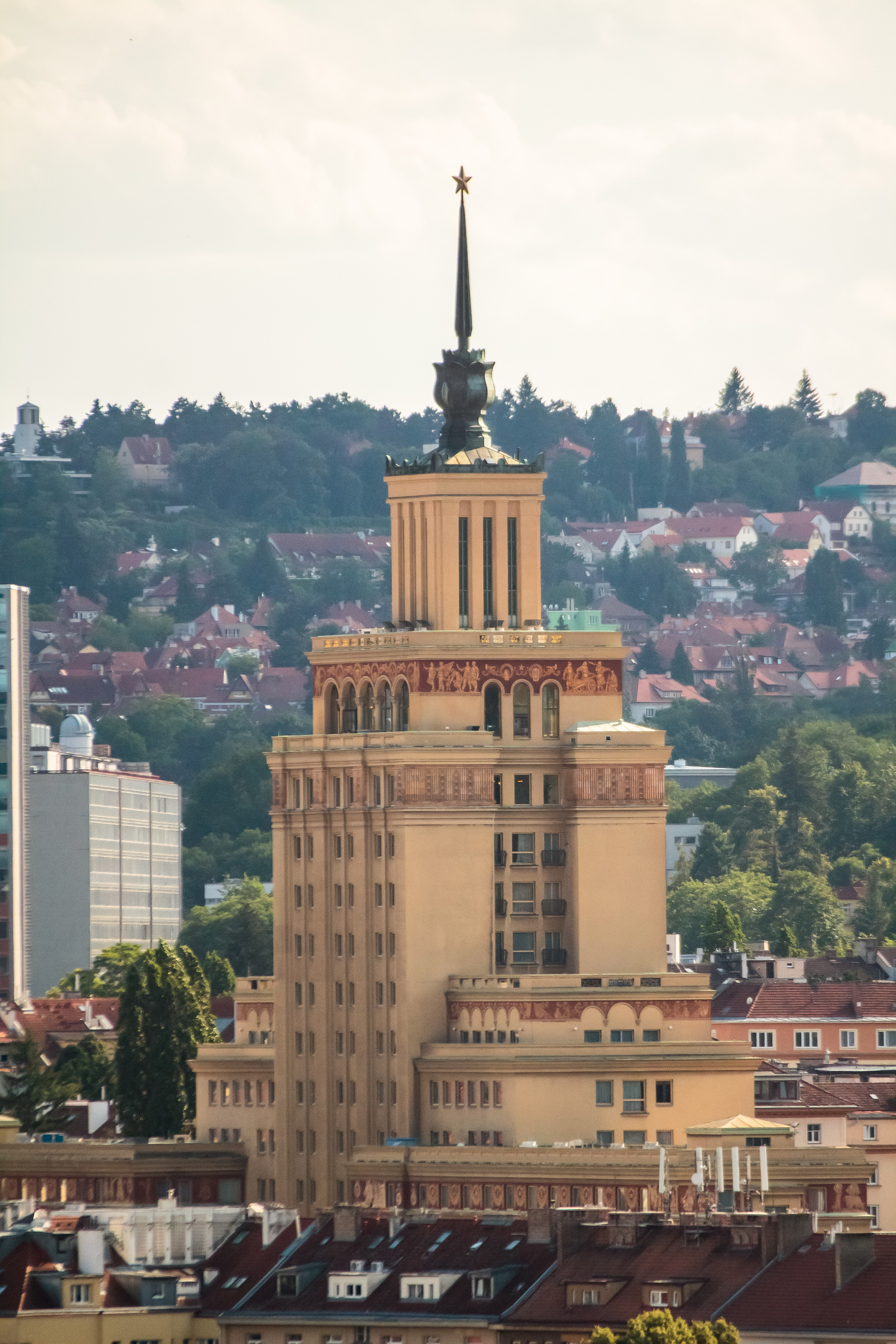
Hotel International, pohled z pražské ZOO